# Anzoátegui
Statul Anzoátegui este unul dintre cele 23 de state federale din Venezuela. În 2007, statul Anzoátegui avea o populație de 1.477.900 de locuitori și suprafață de 43.300 km². 
Capitala statului este orașul Barcelona.